# Colorant
Un colorant és una substància soluble en un líquid que és capaç de tenyir altres material, sigui per dispersió, sigui en reaccionar-hi. Colorants i pigments ambdós serveixen per donar colar a un material. Un colorant es distingeix d'un pigment que és una substància (gairebé) insoluble en suspensió en un medi. Les dissolucions de colorants són transparents i les dissolucions de pigments són opaques.
Els colorants s'han usat des de temps remots, emprant-se per a això diverses matèries procedents de vegetals (cúrcuma, indi natural, etc.) i d'animals (cotxinilla, mol·luscs, etc.) així com diferents minerals.
En química, es diu colorant a la substància colorida usada en tincions per a ressaltar diferents microorganismes.
Denominacions dels colorants:
- denominació genèrica
- denominació química
- codi del "Colour Index 1924 (1a edició)
- codi del "Colour Index 1956 (2a edició)
- codi del Schultz
- nombre de la CEE
- altre tipus de denominacions, com les de cada país, la comercial dels fabricants, etc.

## Classificació química
- Nitrós i nitrocolorants,
- Colorants azoics o azocolorants
- Colorants del trifenilmetà
- Colorants de l'antraquinina
- Colorants indigoides

## Colorants industrials emprats com a additius
Són emprats com a additius en l'elaboració d'aliments ultraprocessats.
- Colorants catalogats per la indústria (E100>E200)

- - E100 - Curcumina.
  - E100i - Curcumina.
  - E100ii - Cúrcuma.
  - E101 - Riboflavina i Riboflavina-5'-fosfat.
  - E101a - Riboflavina i Riboflavina-5'-fosfat.
  - E102 - Tartrazina.
  - E103 - Crisoína.
  - E104 - Groc de Quinoleína.
  - E105 - Groc sòlid.
  - E106 - Fosfat de lactoflavina.
  -  e107 - Groc2G.
  - E110 - Groc ataronjat S.
  - E111 - Taronja GGN.
  - E120 - Cotxinilla o àcid carmí.
  -  E121 - Orcilla.
  -  E122 - Azorrubina.
  -  E123 - Amarant.
  - E124 - Vermell cotxinilla A, Vermell Ponceau 4R.
  -  E126 - Ponceau 6R
  - E127 - Eritrosina.
  - E128 - Vermell 2G.
  - E129 - Vermell Allure 2C.
  - E130 - Blau d'antraquinona.
  - E131 - Blau patentat V.
  - E132 - Indigotina, carmí indi.
  - E133 - Blau brillant FCF.
  - E140 - Clorofil i Clorofilines.
  - E141 - Complexos cúprics de clorofil i clorofilines.
  - E142 - Verd àcid brillant BS, verd lisamina.
  - E150 - Caramel.
  - E151 - Negre brillant BN.
  - E152 - Negre 7.984
  - E154 - Marró FK. Colorant amarronat.
  - E155 - Marró HT.
  - E153 - Carbó vegetal.
  - E160 - Carotenoides.
  - E160b - Bixina.
  - E160c - Capsantina.
  -  E160d - Licopè.
  - E161 - Xantofil.
  - E161e - Violaxantina
  - E162 - Betanina o vermell de remolatxa.
  - E163 - Antocianines.
  - E170 - Carbonat de calci.
  - E171 - Diòxid de titani.
  - E172 - Òxids i hidròxids de ferro.
  - E173 - Alumini.
  - E174 - Plata.
  - E175 - Or
  - E180 - Pigment Rubí o Litol-Rubina BK.

- Altres colorants catalogats per la indústria (E579>E585)

- - E579 - Gluconat ferrós
  - E585 - Lactat ferrós